# 한혜경 (1965년)
한혜경(1965년 7월 3일 ~ )은 대한민국의 가수이다. 대한민국 서울특별시에서 태어났다. 2010년 1집 앨범 <그대의 흔적>으로 데뷔했다.

## 활동
1. 음반 발표 : 2010년 작곡가 정의송의 〈그대의 흔적〉, 〈능소화〉, 〈백리향〉, 노래로 가수로 데뷔하였다.  2011년에 발표한 2집 앨범 《한코》에서 〈한코〉, 〈사랑합니다〉, 2013년 3집 앨범 김병걸 작사, 최강산 작곡 《콩닥콩닥》 발표했으며, 2015년 4집 앨범 정원수 작사 작곡의  〈서울의 연인〉 발표하였다.
2. 기업 활동 : 2014년 SS 엔터테인먼트 설립하여 2014K-POP EXPO IN ASIA 축제와 '씨엔블루' 필리핀 콘서트를 개최하였다.
3. '추억의가요무대', '열린무대', '전설의 명곡'.  방송 프로그램을 제작하였다.
4. 2022년 현재 (주)예스라이브 총괄이사로 재직 중에 있다.

## 수상
- 2000년 강원MBC 주부가요제 금상
- 2002년 강원도 주부가요제 여왕상(대상)
- 2010년 제11회대한민국문화예술대상 "성인가요 신인상" 수상
- 2010년 아시아불교 평화대상 "사회봉사상 대상" 수상
- 2010년 미래의 한국인 상 신인가수상 수상
- 2010년 2010 한국을 빛낸 자랑스러운 한국인 대상 가요발전봉사상 수상
- 2011년 제12회대한민국문화예술대상 "가요 공로상" 수상
- 2012년 제2회 대한민국스타 시상식 "우수가요상" 수상
- 2013년 대한민국문화연예대상 상인가요부문 우수상 수상
- 2014년 K-POP EXPO in ASIA 감사패 수여
- 2015년 한-중 민간문화교류공연 감사패 수여
- 2016년 세계평화문화시상 가수상 수상
- 2017년 한국방송가요대상 최우수 가수상 수상
- 2017년 대한민국 충효 대상 2017인기 가수 대상 수상
- 2018년 가요TV 어워드 우수상 수상
- 2019년 팝켓아시아뮤직어워드 아시아 아티스트상 수상
- 2021년 제7회대한민국예술문화스타대상 우수가수상 수상
- 2022년 2022 위대한 한국인 100인 대상 성인가요인기가수상 수상

## 방송
- 추억의 가요 무대/쇼쇼쇼 MC
- 오마이갓2(SBS)
- 사랑과전쟁2(KBS)출연
- OBSw 열린무대 MC
- 전설의 명곡